# Triquet
Un triquet era una casa pública de jocs als segles xvii-xviii, on es jugava a daus, cartes o jaquet, entre d'altres.